# Nachal Bohu
Nachal Bohu (hebrejsky נחל בוהו) je vádí v jižním Izraeli, v severní části Negevské pouště.
Začíná v nadmořské výšce okolo 150 metrů v prostoru města Netivot. Směřuje pak k jihozápadu po okraji města a vede zemědělskou krajinou, která díky soustavnému zavlažování ztratila svůj pouštní charakter. Koryto vádí se mírně zařezává do okolního terénu a vytváří kaňon, jehož dno a svahy jsou pokryty vegetací. Z jihu míjí pahorek Giv'ot Ejtun a vesnice Kfar Majmon a Šokeda. Od severu sem ústí vádí Nachal Šuva. Tok se stáčí k západu a jižně od vesnice Be'eri ústí zprava do vádí Nachal Grar.
Na horním toku vyrostl přes Nachal Bohu nový železniční most pro budovanou železniční trať Aškelon-Beerševa, který překonává údolí ve výšce 25 metrů.